# Smilax luzonensis
Smilax luzonensis är en enhjärtbladig växtart som beskrevs av Karel Presl. Smilax luzonensis ingår i släktet Smilax och familjen Smilacaceae. Inga underarter finns listade.